# Karl Micallef
Karl Micallef (8 de septiembre de 1996) es un futbolista maltés que juega en la demarcación de defensa para el Gudja United F. C. de la Premier League de Malta.

## Selección nacional
Tras jugar con la selección de fútbol sub-17 de Malta, la sub-19 y con la sub-21, finalmente debutó con la selección absoluta el 26 de marzo de 2019. Lo hizo en un partido de clasificación para la Eurocopa 2020 contra España que finalizó con un resultado de 0-2 a favor del combinado español tras un doblete de Álvaro Morata.

## Clubes
| Club                  | País  | Año       | Partidos | Goles |
| --------------------- | ----- | --------- | -------- | ----- |
| Pietà Hotspurs F. C.  | Malta | 2013-2017 | 17       | 0     |
| Hamrun Spartans F. C. | Malta | 2017-2022 | 53       | 2     |
| Gudja United F. C.    | Malta | 2022-     |          |       |

## Palmarés

### Campeonatos nacionales
| Título                    | Club                  | País  | Año  |
| ------------------------- | --------------------- | ----- | ---- |
| Primera División de Malta | Pietà Hotspurs F. C.  | Malta | 2014 |
| Premier League de Malta   | Hamrun Spartans F. C. | Malta | 2021 |